# Henry Camara
Henry Naby Junior Camara (Bonneuil-sur-Marne, 6 maggio 2006) è un calciatore guineano con cittadinanza francese, attaccante dell'Atalanta U23.

## Biografia
È nato a Bonneuil-sur-Marne, in Francia, da genitori guineani, ed è cresciuto a Parigi.

## Carriera

### Club
Nel 2021, Camara entra a far parte del settore giovanile dell'Amiens, con cui debutta nel campionato U19 l'anno successivo. Nell'agosto del 2022, passa a titolo definitivo all'Atalanta: qui, viene inizialmente assegnato alla formazione Under-17, per poi essere promosso alle squadre Under-18 e Primavera durante la stagione 2023-2024.
Il 24 agosto 2024 debutta fra i professionisti e con l'Atalanta U23, squadra riserve del club orobico, subentrando a Davide Ghislandi all'84° minuto dell'incontro di Serie C contro l'Alcione, perso per 2-1; nel prosieguo della stagione continua a giocare con la Primavera del club bergamasco (sia in campionato che in UEFA Youth League), venendo tuttavia saltuariamente ancora aggregato alla squadra Under-23.

### Nazionale
Grazie alle sue origini, Camara ha potuto scegliere se rappresentare la Francia o la Guinea a livello internazionale.
Nel luglio del 2024 è stato incluso dal selezionatore Kaba Diawara nella rosa della nazionale olimpica guineana partecipante al torneo maschile di calcio delle Olimpiadi di Parigi, in cui i Syli National sono stati eliminati al primo turno, nel quale Camara (già sceso in campo in una partita amichevole in preparazione al torneo) ha giocato tutte e 3 le partite.

## Statistiche

### Presenze e reti nei club
Statistiche aggiornate al 25 marzo 2025.
| Stagione        | Squadra         | Campionato      | Campionato | Campionato | Coppe nazionali | Coppe nazionali | Coppe nazionali | Coppe continentali | Coppe continentali | Coppe continentali | Altre coppe | Altre coppe | Altre coppe | Totale | Totale | Totale |
| Stagione        | Squadra         | Comp            | Pres       | Reti       | Comp            | Pres            | Reti            | Comp               | Pres               | Reti               | Comp        | Pres        | Reti        | Pres   | Reti   |        |
| --------------- | --------------- | --------------- | ---------- | ---------- | --------------- | --------------- | --------------- | ------------------ | ------------------ | ------------------ | ----------- | ----------- | ----------- | ------ | ------ | ------ |
| 2024-2025       | Atalanta U23    | C               | 5          | 0          | CI-C            | 0               | 0               | -                  | -                  | -                  | -           | -           | -           | 5      | 0      |        |
| Totale carriera | Totale carriera | Totale carriera | 5          | 0          |                 | 0               | 0               |                    | -                  | -                  |             | -           | -           | 5      | 0      |        |